# برات (آلبانی)
برات شهری در جنوب-مرکز کشور آلبانی و مرکز استانی به همین نام است.